# Solidarnost
Moviment Democràtic Unit "Solidarnost"(rus: Объединённое демократическое движение «Солидарность»; ОДД «Солидарность» ; Obyedinonnoye demokraticheskoye dvizheniye «Solidarnost», ODD "Solidarnost"), abreujat ODD "Solidarnost"(en rus per "Solidaritat", del nom del polonès Solidarność), és un moviment polític liberal democràtic rus fundat el 13 de desembre de 2008 per una sèrie de membres coneguts de l'oposició democràtica liberal, inclosos Garri Kaspàrov, Borís Nemtsov i altres de la Iàbloko i la Unió de Forces de Dreta (que s'acabava de fusionar amb dos partits pro-Kremlin, el Partit Democràtic de Rússia i Poder Civil, per formar el pro-Kremlin liberal democràtic Causa de Dretes), líders dels esdeveniments de la Marxa del Desacord, el Comitè 2008, la Unió Democràtica Popular, el Front Civil Unit, l'Altra Rússia i altres polítics i grups polítics.
En un aparent intent de debilitar el moviment immediatament abans de la seva fundació, el president Dmitri Medvédev va nomenar l'antic líder de la Unió de Forces de Dreta Nikita Belykh per convertir-se en governador de l'oblast de Kírov. (Belykh va acceptar prendre el càrrec.) Segons informa l'International Herald Tribune, Belykh "va intentar explicar la seva decisió argumentant que podia fer més bé treballant amb el Kremlin. Va dir que demostraria que algú amb idees progressistes podria triomfar al govern", mentre va dir que "Quan no tens res, quan ni tan sols pots presentar-te a les eleccions, quan tots els teus camins estan tallats, llavors no pots tenir un partit polític."

## Història
Anteriorment, els intents d'unir l'oposició van ser duts a terme per les organitzacions del Comitè 2008, el Front Civil Unit, l'Altra Rússia, l'Assemblea Nacional de la Federació Russa, i molts anys d'intents d'establir un diàleg entre l'SPS i el Partit Democràtic Unit de Rússia "Iàbloko".

## Participants
El moviment Solidarnost inclou les forces següents:
- Club contra la guerra, unificant els manifestants contra la guerra i la tortura al Caucas[7]
- Antics membres de la Unió de Forces de Dreta
- Moviment llibertari dels radicals lliures
- Moviment Oborona
- Unió de solidaritat amb els presos polítics[8]
- Moviment "Per als drets humans"[9]
- Altres organitzacions democràtiques i de drets humans.
- Front Civil Unit liderat per Garri Kaspàrov

Delegacions regionals